# Karn Jorates
Karn Jorates (thailändisch กานต์ จรเทศ, * 9. Januar 1997 in Lampang) ist ein thailändischer Fußballspieler.

## Karriere
Karn Jorates erlernte das Fußballspielen in der Jugendmannschaft des Phanthong FC in Si Racha. Im Januar 2017 wechselte er zum Chonburi FC. Der Verein aus dem benachbarten Chonburi spielte in der ersten Liga. Die Rückrunde 2017 wurde er an den Zweitligisten PT Prachuap FC ausgeliehen. Am Ende der Saison wurde er mit dem Verein aus Prachuap Tabellendritter und stieg somit in die erste Liga auf. Nach der Ausleihe kehrte er nach Chonburi zurück. Im Juni 2018 wechselte er wieder auf Leihbasis bis Saisonende zum Banbueng Phuket City FC. Der Verein spielte in der Lower Region der Thai League 3dritten Liga. Die Rückrunde 2019 spielte er auf Leihbasis in Chiangmai beim Zweitligisten JL Chiangmai United FC. Es folgten weiter Ausleihen zu den Drittligisten Lamphun Warriors FC, Krabi FC und Pattaya Dolphins United. Mit Pattaya wurde er am Ende der Saison 2021/22 Meister der Eastern Region. In den Aufstiegsspielen zur zweiten Liga konnte man sich jedoch nicht durchsetzen. Nach Vertragsende in Chonburi unterschrieb er im Juli 2022 einen Vertrag beim Erstligaabsteiger Samut Prakan City FC. Sein Zweitligadebüt für den Verein aus Samut Prakan gab Karn Jorates am 14. August 2022 (1. Spieltag) im Heimspiel gegen den Nakhon Pathom United FC. Bei der Heimniederlage stand er in der Startelf und wurde in der 86. Minute gegen den Nigerianer Evans Aneni ausgewechselt. Für Samut bestritt er 25 Zweitligaspiele. Im Juni 2023 verließ er den Verein und schloss sich dem ebenfalls in der zweiten Liga spielenden Chiangmai United FC an. Für den Verein aus Chiangmai bestritt er 39 Ligaspiele. Nach zwei Spielzeiten wechselte er im Sommer 2025 zu dem ebenfalls in der zweiten Liga spielenden Kasetsart FC.

## Erfolge
Pattaya Dolphins United
- Thai League 3 – East: 2022/23